# Thrash Zone
Albums de D.R.I.
4 of a Kind
(1988) Definition
(1992)
Thrash Zone est le cinquième album studio du groupe de crossover thrash metal américain D.R.I. sorti le 10 octobre 1989.
À ce jour, c'est leur album ayant obtenu le plus de succès. Le morceau Beneath the Wheel est même présent sur la bande-son du jeu vidéo Skate 2 sorti en 2009.

## Liste des titres
| No  | Titre             | Durée |
| --- | ----------------- | ----- |
| 1.  | Thrashard         | 3:18  |
| 2.  | Beneath the Wheel | 5:34  |
| 3.  | Enemy Within      | 2:43  |
| 4.  | Strategy          | 4:16  |
| 5.  | Labeled Uncurable | 3:08  |
| 6.  | You Say I'm Scum  | 1:55  |
| 7.  | Gun Control       | 4:52  |
| 8.  | Kill the Words    | 5:14  |
| 9.  | Drown You Out     | 2:27  |
| 10. | The Trade         | 4:28  |
| 11. | Standing in Line  | 1:31  |
| 12. | Give A Hoot       | 4:04  |
| 13. | Worker Bee        | 0:53  |
| 14. | Abduction         | 4:04  |

Toute la musique et les paroles composés par D.R.I.
Labeled Uncurable et You Say I'm Scum sont des morceaux bonus.
Source.

## Composition du groupe
- en:Spike Cassidy - Guitare, production, mixage audio et composition.
- en:Kurt Brecht - Chant et composition.
- Felix Griffin - Batterie et composition.
- John Menor - Basse et composition.

## Membres additionnels
- Bill Metoyer - Production, ingénieur du son et mixage audio.
- Scott Campbell - Ingénieur du son assistant.
- Ken Paulakovich - Ingénieur du son assistant.
- Eddy Shreyer - Mastering.
- Sam Leyja - Illustrations et artwork.
- Kurt Brecht - Artwork.
- Wendy Kramer - Illustrations.
- Brian Ames - Illustrations.
- Ron Peterson - Management.

## Sources
1. ↑  , metal-archives.com